# Taktstok
En taktstok eller dirigentstok er en stok der benyttes af dirigenter til hovedsagelig at overdrive og forstærke kropsbevægelser forbundet med det at dirigere et ensemble af musikere. Taktstokke er fremdeles fremstillet i lette træsorter, glasfiber og kulfiber, som er monteret på et komfortabelt greb, der som oftest er fremstillet i kork eller træ. Grebet kan være tilpasset dirigentens behov.